# Denis de Sainte-Marthe
Denis de Sainte-Marthe   (París, 24 de maig de 1650 - París, 30 de març de 1725) va ser un religiós benedictí, teòleg i historiador francès, superior general de la Congregació de Sant Maur.

## Vida
Últim dels fills de François de Sainte-Marthe, senyor de Chant d'Oiseau, i de Marie Camus, provenia d'una família originària de Poitou fecunda en erudits i humanistes: els seus besoncles Scévole i Louis de Sainte-Marthe havien estat cronistes oficials de França, i tots dos, igual que els fills del primer Pierre, Abel i Nicolas-Charles, havien redactat les primeres edicions de la Gallia christiana; la família era coneguda popularment com els Samarthani o Sanmartans.
Educat en el col·legi de Pontlevoy sota la tutela dels religiosos de la congregació de Sant Maur i reputat com a alumne exemplar per la seva dedicació a l'estudi, va ingressar com a novicio en l'abadia de Saint-Melaine de Rennes el 1668. Al llarg dels anys següents va oficiar com a professor de filosofia i teologia en les abadies de Saint Remi de Reims, Saint Germain des Prés i Saint Denis de París, al mateix temps que redactava i publicava algunes obres teològiques contra les tesis calvinistes i protestants que per aquestes dates s'estenien per França i els Països Baixos.
En 1690 el capítol general de la congregació el va nomenar prior de l'abadia de Saint Julien de Tours. Aquí va tenir una participació destacada en la disputa que l'orde va mantenir amb l'abat trapenc Armand de Rancé, que es mostrava bastant crític amb els mètodes d'estudi que els benedictins mantenien en els seus monestirs, i en defensa d'ells Saint-Marthe va donar a la impremta el 1692 una rèplica que si bé va merèixer l'aplaudiment dels seus correligionaris, també va provocar la indignació dels seguidors de l'abat, especialment de la duquessa de Alençon Élisabeth d'Orléans i del bisbe de Meaux Jacques Bossuet.
A l'any següent Sainte-Marthe va tornar a la càrrega amb una nova obra sobre el mateix tema que va ser publicada sense el consentiment de la congregació, la qual cosa va motivar que el capítol li destituís del priorat i li enviés a Saint Germaine des Prés, on va estar a càrrec de la voluminosa biblioteca de l'abadia.
Va ser durant la seva estada en ella quan va compondre la vida de Cassiodor, canceller del rei Teodoric en el s. VI.
Un any després va ser restituït en el priorat i enviat a Roann encarregat del govern de l'abadia de Bonne Nouvelle, en la qual va passar cinc anys. També aquí va aconseguir la polèmica quan els jesuïtes van qualificar la reedició de les obres de Sant Agustí que el maurista Thomas Blampin acabava de treure, de mantenir postures properes al jansenisme; d'aquest episodi procedeixen alguns opuscles breus que Sainte-Marthe va deixar escrits en defensa de la seva ortodòxia.
Va ser per aquests temps que assistit pel seu antic mestre de teologia Guillaume Bessin va publicar la vida de Gregori el Gran; en ocasió de la seva reedició tres anys més tard, va sol·licitar al papa Climent XI que li rellevessin de la dignitat abacial per poder dedicar-se als seus estudis amb més llibertat i menys distraccions, encara que la seva petició no va ser aprovada. El 1699 va ser traslladat amb el mateix càrrec a Saint Ouen on va passar altres sis anys.
El reconeixement dels mèrits dels seus treballs literaris va motivar que en el capítol general celebrat en 1705 fos traslladat a París amb la finalitat que pogués dedicar-se als seus estudis amb més facilitats, exercint successivament durant els triennis següents el càrrec de prior de Blancs Manteaux, Saint Denis, Saint Germain des Prés i novament Saint Denis, i des de 1708 el d'assistent del superior general de la congregació.
El 1710 va rebre l'encàrrec d'elaborar la que seria la seva obra més coneguda: a instàncies del cardenal de Noailles, l'Assemblea del clergat de França el va dotar amb quatre milions de lliures per escometre la redacció d'una nova edició de la Gallia christiana, una enciclopèdia de la història eclesiàstica de totes les diòcesis de França que els seus familiars havien publicat cinquanta-cinc anys abans. Amb un nou disseny, més extens i millor documentat, aprofitant les recopilacions de Claude Estiennot i ajudat per diversos correligionaris, entre ells Étienne du Laura, Claude Bohier, Edmond Martène, Ursin Durand, Barthelemi de la Croix, Felix Hodin, Jean Thiroux o Benoît de Clou, el 1715 va treure el primer volum, que comprenia les diòcesis de Albi, Aix, Arlès, Avinyó i Auch; en 1720 va acabar el segon sobre les de Bourges i Bordeus, coincidint amb el seu nomenament com a president de l'Assemblea del clergat i superior general de la congregació de Sant Maur; cinc anys després va donar a la impremta el tercer, que tractava de les seus de Cambrai, Colònia i Embrun. Mort aquell mateix any, l'obra va ser continuada pels seus companys de congregació.